# 国家地方警察鹿児島県本部
国家地方警察鹿児島県本部（こっかちほうけいさつかごしまけんほんぶ）は、旧警察法時代に存在した鹿児島県の都道府県国家地方警察で、自治体警察を設けない地域を管轄区域とする。また国家地方警察福岡警察管区本部の行政管理を受ける。
1954年（昭和29年）の新警察法の公布により廃止され、新たに都道府県警察として鹿児島県警察本部が発足した。

## 組織
1950年（昭和25年）時点
- 総務部
  - 秘書企画課、会計課
- 警務部 　 
  - 人事装備課、教養課
- 刑事部 　 
  - 捜査課、鑑識課、防犯統計課
- 警備部 　 
  - 警備課、警ら交通課

## 地区警察署
1950年（昭和25年）時点
- 鹿児島地区警察署
- 揖宿地区警察署
- 頴娃地区警察署
- 知覧地区警察署
- 南薩地区警察署
- 日置地区警察署
- 薩摩地区警察署
- 甑島地区警察署
- 出水地区警察署
- 宮之城地区警察署
- 伊佐地区警察署
- 北姶良地区警察署
- 西姶良地区警察署
- 東姶良地区警察署
- 囎唹地区警察署
- 高山地区警察署
- 肝属地区警察署
- 根占地区警察署
- 種子島地区警察署
- 屋久島地区警察署

## 県内の自治体警察
- 鹿児島市警察[1]
- 鹿屋市警察[2]
- 枕崎市警察
- 阿久根市警察
- 川内市警察[3]
- 谷山町警察[4]

### 警察法施行時
警察法施行令（昭和23年政令第51号）により旧警察法第40条に定める市及び市街的町村（人口5,000人以上の町村）に指定された鹿児島県の市町村は以下のとおりである。
- 鹿児島市、川内市、鹿屋市
- 鹿児島郡：谷山町、伊敷村
- 揖宿郡：指宿町、山川町
- 川辺郡：加世田町、枕崎町、川辺町
- 日置郡：串木野町、市来町、東市来町[注釈 1][6]、伊集院町、伊作町
- 薩摩郡：宮之城町
- 出水郡：出水町、米之津町、阿久根町
- 伊佐郡：大口町
- 姶良郡：加治木町、横川町、国分町、隼人町
- 曽於郡：財部町、末吉町、志布志町、大崎町
- 肝属郡：垂水町、大根占町